# Ladislav Vácha
Ladislav Vácha (n. 21 martie 1899, Old Brno⁠(d), Țările Coroanei Boeme, Austro-Ungaria – d. 28 iunie 1943, Louky⁠(d), Zlín, Cehia) a fost un gimnast artistic ce a reprezentat Cehoslovacia, medaliat olimpic. A participat la 2 ediții ale Jocurilor Olimpice (1924, 1928) în care a câștigat o medalie de aur, două medalii de argint și două medalii de bronz.